# Corythalia canalis
Corythalia canalis är en spindelart som först beskrevs av Chamberlin 1925.  Corythalia canalis ingår i släktet Corythalia och familjen hoppspindlar. Inga underarter finns listade i Catalogue of Life.